# Fibromixoma acral
El Fibromixoma acral, generalmente denominado superficial, es una neoplasia benigna poco frecuente de tejidos blandos que se incluye dentro del grupo de los mixomas. Suele aparecer como un nódulo blando e indoloro en región periungueal de los dedos de manos y pies, y es algo más frecuente en varones de edad media. Fue descrito por Fetsch por primera vez en 2001. Se ha sugerido el virus del papiloma humano como posible etiología.

## Descripción
Se trata de una lesión bien delimitada pero no encapsulada. Su histología se compone de una proliferación laxa de células fusiformes no atípicas, con patrón fasciculado o desordenado (estoriforme), y un estroma que alterna áreas mixoides y fibromixoides. Pueden verse mastocitos acompañanates. El diagnóstico debe apoyarse en la inmunohistoquímica, mostrando positividad para CD34, CD99, CD10 y EMA (variable). Las tinciones con Actina, Desmina, CK, S100, HMB45 y FXIIIa suelen ser negativas. Un 10% de casos recidiva, y típicamente debuta destruyendo la falange distal. No hay casos descritos de malignización ni metástasis. Un 50% de casos se acompaña de daño unguel a modo de hiperqueratosis u onicolisis.
Algunos autores lo consideran la misma lesión que el fibroma digital celular y la fascitis paraostal agresiva. Durante muchos años el fibromixoma acral ha sido poco reconocido por los patólogos generales, pero desde su descripción se han publicado varias series, siendo incluido en 2013 en la clasificación de tumores de tejidos blandos por la OMS. El tratamiento es quirúrgico, con seguimiento posterior para vigilar posibles recidivas.